# ЗАЗ-1106
ЗАЗ-1106 — советский перспективный переднеприводной легковой автомобиль малого класса. Является прообразом IV поколения легковых автомобилей Запорожского автомобильного завода, создавался для плановой смены семейства моделей предыдущего поколения: ЗАЗ-1102/1103/1105, в 1990-2000 годах.

## История
Разработка следующего за поколением ЗАЗ-1102 поколения легковых автомобилей началась во второй половине 1980-х годов. В 1988 году на выставке «Автодизайн-88», проводимой на ВДНХ, были представлены полноразмерные макеты кузовов типов хетчбэк — в трёх- и пятидверном исполнениях, а также седан. Кузова имеют стандартные обтекаемые формы, характерные для автомобильного дизайна того периода. Интересной дизайнерской отличительной особенностью хетчбэка от его ровесников других автозаводов (ВАЗ-2112) является плавный переход крыши в заднюю дверь (без изгиба) и загнутое к нижней части стекло её окна. История данного поколения, по сложившимся обстоятельствам, прервалась на этапе создания макетов. Автомобиль по плану должен был быть построен на платформе (шасси, двигатель) ЗАЗ-1102.
На деле, через несколько лет, автомобилем этого класса, собираемым на «АвтоЗАЗ», стала иномарка — «Daewoo Lanos», производимая по соглашению и комплектующаяся двигателем поколения МеМЗ-245 разработки Мелитопольского моторного завода. Также она продавалась под названиями Sens (рус. Смысл) и Chance (рус. Шанс).